# Лидингтон (Мисури)
Лидингтон (енгл. Leadington) град је у америчкој савезној држави Мисури.

## Демографија
По попису из 2010. године број становника је 422, што је 216 (104,9%) становника више него 2000. године.
| Група             | 2000.       | 2010.       |
| Белци             | 191 (92,7%) | 397 (94,1%) |
| Афроамериканци    | 10 (4,9%)   | 1 (0,2%)    |
| Азијати           | 4 (1,9%)    | 3 (0,7%)    |
| Хиспаноамериканци | 1 (0,5%)    | 9 (2,1%)    |
| Укупно            | 206         | 422         |